# CHILDHOOD'S END
『CHILDHOOD'S END』（チャイルドフッズ・エンド）は、日本の音楽ユニットであるTM NETWORKの2枚目のスタジオ・アルバム、およびアルバムの1曲目に収録されている楽曲。
1985年6月21日にEPIC・ソニーからリリースされた。前作『RAINBOW RAINBOW』（[984年）より1年2ヶ月ぶりにリリースされた作品で、作詞は松井五郎、小室哲哉、SEYMOUR、三浦徳子、西門加里、TM NETWORKがそれぞれ担当し、作曲は小室および木根尚登、プロデューサーは小室が担当している。
レコーディングは1984年12月10日から1985年4月11日まで一口坂スタジオ、CBS・ソニー六本木スタジオ、スタジオ・テイクワン、セディックスタジオ、CBSソニー信濃町スタジオにて行われた。アルバムタイトルはアーサー・C・クラークの小説『幼年期の終り』を引用し、都会的な恋愛にSF要素が加えられた歌詞と、前作に比べてエレクトリックな要素は薄まりバンドサウンドが全面に出た曲とで構成されている。また、前作で見られたファンタジー性のある歌詞は、「DRAGON THE FESTIVAL」と「FANTASTIC VISION」に見られるが、他の曲においては現実的な歌詞となっている。
先行シングルとしてリリースされた「アクシデント (ACCIDENT)」を収録している他、後にリカットシングルとして「DRAGON THE FESTIVAL (ZOO MIX)」がリリースされた。
オリコンチャートでは最高位40位となった。

## 背景
前作『RAINBOW RAINBOW』リリース後、1984年6月18日から7月17日まで初のライブツアーとなる「DEBUT CONCERT」を2都市全3公演開催。7月21日には前作からのリカットシングル「1974 (16光年の訪問者)」をリリース、北海道地区にてヒット曲となる。9月1日にはオフィシャルファンクラブ『TIMEMACHINE cafe』を発足。12月5日には渋谷PARCO・PARTⅢにて「ELECTRIC PROPHET」と題したライブコンサートを開催、12月27日には追加公演として前述のシングルがヒットしていた北海道の札幌教育文化会館にて同公演が開催された。動員は2日間で約1600人となった。
1985年に入り、5月22日には先行シングルとなる「アクシデント (ACCIDENT)」をリリース。

## 録音
レコーディングは1984年12月10日から1985年4月11日まで一口坂スタジオ、CBSソニー六本木スタジオ、スタジオ・テイクワン、セディックスタジオ、CBSソニー信濃町スタジオと多岐に亘り行われた。
プロデューサーは前作に引き続き小室が担当している。レコーディングメンバーとしては後にFENCE OF DEFENSEを結成する事となるドラムスの山田亘、赤い鳥に所属していた村上 “ポンタ” 秀一などが参加している他、後に小室の一番弟子と名乗る事となる久保こーじが小室関連作品としては初参加している。
サウンドは前作よりも大幅に変化し、生ドラム、生ギター、エレキギターを多用し、レコーディングもライン録音ではなく、いったんPAを通し、空気に触れた音をマイクで拾う方式をとった為、打ち込み色が薄れている。
作曲もリズムから制作する手法ではなく、小室が他の仕事の作業中に出来たフレーズの断片を記録しておいて、それをアルバムとしてまとめる作曲方法が中心になった。その他にも過去にSPEEDWAYで披露された楽曲をリメイクする形で、「永遠のパスポート」「TIME」「愛をそのままに」が制作された。

## 音楽性
小室はこの作品に関してはタイトルに示す通り「稚拙なところをこの作品でやりきっちゃいたいという気持ち」で製作していたと語り、本作でアマチュアらしさを打ち消し、プロの音楽グループとして幼少期を終わらせるという思いをこめてこのアルバムタイトルに決定した。「アクシデント (ACCIDENT)」は同レーベルに所属していたLOOKの「シャイニン・オン 君が哀しい」のヒットに影響され、作詞を当時安全地帯を手がけていた松井五郎に依頼し、「8月の長い夜」はヒット狙いで歌謡曲的なものを制作したと述べる等、商業的成功を意識したポップス風の音像が中心である。一方、小室が少年時代から触れてきたセルジオ・メンデスやデュラン・デュランなどのサウンドメイクを投影し、歌詞も物語性を強調した「DRAGON THE FESTIVAL｣のような楽曲も存在する。。
音楽誌『別冊宝島1532 音楽誌が書かないJポップ批評53 TMN&小室哲哉［ポップス神話創世］』にてライターのガモウユウイチは、随所にSF的なイメージが見受けられる事やセンス・オブ・ワンダーの雰囲気が感じられる事を指摘している。

## リリース履歴
1985年6月21日にEPIC・ソニーより、LP、CTの2形態でリリースされた。同年7月1日にはCDとしてもリリースされた。
その後も1991年9月5日、1996年6月17日、2000年3月23日とCD盤のみ再リリースされ、2004年3月31日には完全限定生産盤のCD-BOX『WORLD HERITAGE DOUBLE-DECADE COMPLETE BOX』に紙ジャケット、24bitデジタルリマスタリング仕様で収録された。
2007年3月21日には単独で紙ジャケット、デジタルリマスタリング仕様でリリースされ、2013年2月20日にはデジタルリマスタリング仕様でBlu-spec CD2にてリリースされた。
| No. | 日付          | レーベル                      | 規格         | 規格品番             | 最高順位 | 備考 |
| --- | ------------- | ----------------------------- | ------------ | -------------------- | -------- | --- |
| 1   | 1985年6月21日 | EPIC/SONY                     | LP CT        | 28･3H-166 28・6H-138 | 40位     | |
| 2   | 1985年7月1日  | EPIC/SONY                     | CD           | 32･8H-41             | -        | |
| 3   | 1991年9月5日  | Epic/Sony Records             | CD           | ESCB-1204            | -        | |
| 4   | 1996年6月17日 | Epic/Sony Records             | CD           | ESCB-1752            | -        | |
| 5   | 2000年3月23日 | Epic Records                  | CD           | ESCB-2114            | -        | |
| 6   | 2004年3月31日 | Epic Records                  | CD           | ESCL-2522            | -        | CD-BOX『WORLD HERITAGE DOUBLE-DECADE COMPLETE BOX』（完全生産限定盤）収録 紙ジャケット、24bitデジタルリマスタリング仕様 |
| 7   | 2007年3月21日 | GT music（Sony Music Direct） | CD           | MHCL-1035            | -        | 紙ジャケット、デジタルリマスタリング仕様（完全生産限定盤）                                                              |
| 8   | 2013年2月20日 | GT music（Sony Music Direct） | Blu-spec CD2 | MHCL-30008           | 224位    | デジタルリマスタリング仕様                                                                                              |

## アートワーク
CD版は初期版と再発版では背面ジャケットの絵が異なっており初期版は左から小室、宇都宮、木根の3人の白黒写真に曲順が掲載、2013年に発売されたBlu-spec CD2も含めた再発版は歌詞カードの裏面と同じイラストに曲順が掲載されている。

## ツアー
本作リリース後の6月22日から11月3日までファンイベント「PARTY OF TM VISION」を11都市全13会場にて開催。その後9月27日から11月27日にかけてライブツアー「DRAGON THE FESTIVAL featuring TM NETWORK」を8都市全8公演開催した。

## 批評
| 専門評論家によるレビュー                                       | 専門評論家によるレビュー |
| レビュー・スコア                                               | レビュー・スコア         |
| 出典                                                           | 評価                     |
| -------------------------------------------------------------- | ------------------------ |
| CDジャーナル                                                   | 否定的                   |
| 音楽誌が書かないJポップ批評53 TMN&小室哲哉［ポップス神話創世］ | 肯定的                   |

- 音楽情報サイト『CDジャーナル』では、生演奏の割り合いが増し打ち込みの要素が減少している事や歌詞がファンタジー性のあるものから現実的なものになっている事を指摘した[8]他、「テクノ・ポップの彼方から登場した世代らしく上手」と演奏面に関しては肯定的に評価しているが、「そつのないサウンド・メイク」と過不足のなさを否定的に評価した[7]。

- 音楽誌『音楽誌が書かないJポップ批評53 TMN&小室哲哉［ポップス神話創世］』においてライターのガモウユウイチは、本作を「過渡期の作品でありながらもっともカラフルな作品」と位置付けており、吉川忠英のアコースティック・ギターの音色が加わっている事で「彼らの作品の中でも最も音ヌケの良い空気感たっぷりのサウンドになっている」と音作りに関して肯定的に評価した[5]。また、「アクシデント (ACCIDENT)」に関してデジタルとアナログがバランス良く融合しているとした上で「後の小室サウンドを想像できないほどフォーキーでポップ」と絶賛した[5]。

- 木根は「レコーディングでは準備期間も含めると半年と、日本アート・シアター・ギルドの長編映画の撮影期間並みのスケジュールがかかってしまった」と反省気味に振り返っている[9]。

## チャート成績
オリコンチャートではLP盤が最高位40位、登場回数5回、売り上げ枚数0.9万枚となり、CT版は最高位67位、登場回数3回、売り上げ枚数は0.4万枚となり、累計では1.3万枚となった。

## 収録曲

### LP / CT
| 全編曲: 小室哲哉。 |                             |           |                    |       |
| #                  | タイトル                    | 作詞      | 作曲               | 時間  |
| 1.                 | 「CHILDHOOD'S END」         | -         | 小室哲哉           | 0:51  |
| 2.                 | 「アクシデント (ACCIDENT)」 | 松井五郎  | 小室哲哉           | 4:57  |
| 3.                 | 「FAIRE LA VISE」           | 小室哲哉  | 小室哲哉           | 4:21  |
| 4.                 | 「永遠のパスポート」        | SEYMOUR   | 小室哲哉、木根尚登 | 4:35  |
| 5.                 | 「8月の長い夜」             | 三浦徳子  | 小室哲哉           | 4:55  |
| 6.                 | 「TIME」                    | 三浦徳子  | 小室哲哉           | 4:42  |
| 合計時間:          | 合計時間:                   | 合計時間: | 合計時間:          | 24:21 |

| 全編曲: 小室哲哉。 |                         |            |           |       |
| #                  | タイトル                | 作詞       | 作曲      | 時間  |
| 7.                 | 「DRAGON THE FESTIVAL」 | 小室哲哉   | 小室哲哉  | 7:02  |
| 8.                 | 「さよならの準備」      | 三浦徳子   | 小室哲哉  | 3:40  |
| 9.                 | 「INNOCENT BOY」        | TM NETWORK | 木根尚登  | 3:32  |
| 10.                | 「FANTASTIC VISION」    | 小室哲哉   | 小室哲哉  | 5:31  |
| 11.                | 「愛をそのままに」      | 西門加里   | 木根尚登  | 4:43  |
| 合計時間:          | 合計時間:               | 合計時間:  | 合計時間: | 24:28 |

### CD
| 全編曲: 小室哲哉。 |                             |            |                    |       |
| #                  | タイトル                    | 作詞       | 作曲               | 時間  |
| 1.                 | 「CHILDHOOD'S END」         | -          | 小室哲哉           | 0:51  |
| 2.                 | 「アクシデント (ACCIDENT)」 | 松井五郎   | 小室哲哉           | 4:57  |
| 3.                 | 「FAIRE LA VISE」           | 小室哲哉   | 小室哲哉           | 4:21  |
| 4.                 | 「永遠のパスポート」        | SEYMOUR    | 小室哲哉、木根尚登 | 4:35  |
| 5.                 | 「8月の長い夜」             | 三浦徳子   | 小室哲哉           | 4:55  |
| 6.                 | 「TIME」                    | 三浦徳子   | 小室哲哉           | 4:42  |
| 7.                 | 「DRAGON THE FESTIVAL」     | 小室哲哉   | 小室哲哉           | 7:02  |
| 8.                 | 「さよならの準備」          | 三浦徳子   | 小室哲哉           | 3:40  |
| 9.                 | 「INNOCENT BOY」            | TM NETWORK | 木根尚登           | 3:32  |
| 10.                | 「FANTASTIC VISION」        | 小室哲哉   | 小室哲哉           | 5:31  |
| 11.                | 「愛をそのままに」          | 西門加里   | 木根尚登           | 4:43  |
| 合計時間:          | 合計時間:                   | 合計時間:  | 合計時間:          | 48:49 |

### 曲解説
1. 「CHILDHOOD'S END」
アルバム冒頭を飾るインストゥルメンタル曲。エンディングで次の曲「アクシデント (ACCIDENT)」のイントロがフェードインする。
小室の「いつかこの様なミュジーク・コンクレートを作りたい」という気持ちから実験的に制作した[11]。
2. 「アクシデント (ACCIDENT)」
3rdシングル。シングル版とはリフレインの前の間奏、アウトロが長いなどアルバムバージョンとなっている。
アルバムの中で最後にレコーディングされた[12]。
宇都宮はヘタウマを意識して歌入れした[12]。
3. 「FAIRE LA VISE」
アウトロでのコーラスの構成は宇都宮のアイディアが元になった[11]。
和訳するとフレンチキスであるが、最後のVISEが間違っており本当はBISEである。
4. 「永遠のパスポート」
小室哲哉と木根尚登による作曲の共作。小室哲哉が作詞した原詞は明日で地球が終わるという意味合いであったが、大幅に書き換えられた。
木根の自宅で、木根がアコースティック・ギターを弾き、小室がピアノに向かう形でデモテープが制作された[11]。
アルバムリリース前の1984年12月に行われたライヴコンサート「ELECTRIC PROPHET」で初披露した時は小室が作詞したバージョンで歌唱された。
5. 「8月の長い夜」
2019年6月21日に木根がリリースしたミニアルバム『R1』に木根によるセルフカバー版が収録されている。
6. 「TIME」
宇都宮は「この曲は特に歌う時に感情を出しやすいメロディを持ったバラード」と評している[11]。
7. 「DRAGON THE FESTIVAL」
ライブでの反応を意識して、「皆で同じ言葉を言って盛り上がれる曲があれば…」という思いを持って制作した[11]。
後に4thシングルにリミックスバージョンとしてシングルカットされている。
8. 「さよならの準備」
ライブの度に宇都宮がセットリストの候補に入れるが、スタッフ間で歌詞が問題となりいつも却下される[11]。
9. 「INNOCENT BOY」
この曲で初めて小室によってアレンジまで予め済まされたバックトラックの上に、木根がボーカルのメロディを乗せる事に挑戦した[11]。
10. 「FANTASTIC VISION」
小室が始めてプロとしてファンの反応を意識した上で「明るくてポップな曲調」を一貫させた[11]。
3rdシングル「アクシデント (ACCIDENT)」のカップリング曲。
シングルリリース前の1984年12月に行われたライヴコンサート「ELECTRIC PROPHET」で初披露された時とは歌詞が一部異なっている。
11. 「愛をそのままに」
イントロは映画「グレムリン」のキャラクター「ギズモ」の声を真似ている[3]。

## スタッフ・クレジット

### TM NETWORK
- 小室哲哉 - コーラス、アコースティック・ピアノ、OB-8、PPG WAVE 2.2、PPG WAVE 2.3、PPG WAVE TERM、YAMAHA DX7、Oberheim Xpander、Prophet 600、Simmons
- 宇都宮隆 - リード・ボーカル
- 木根尚登 - コーラス、アコースティック・ギター

### 参加ミュージシャン
- 山本圭右 - エレクトリック・ギター、アコースティック・ギター
- 吉川忠英 - アコースティック・ギター
- 山田亘 - ドラムス
- 高杉登 - パーカッション
- 村上ポンタ秀一 - パーカッション
- 小泉洋 - シンセサイザーマニピュレート
- 久保 "COZY" 浩二 - コンピュータプログラミング（「アクシデント」のみ）
- 中山純一 - ウェイヴ・ターム・オペレーター

### スタッフ
- 小室哲哉 - プロデューサー
- 小坂洋二 - エグゼクティブ・プロデューサー
- 松村慶子 - スーパーバイザー
- 山口 "three months" 三平 - コ・ディレクション
- 中山大輔 - エンジニア
- 家守 "Cat Temple" 久雄 - アシスタント・エンジニア
- 松尾順二 - アシスタント・エンジニア
- 伊藤康宏 - アシスタント・エンジニア
- 畠山克史 - アシスタント・エンジニア
- 中林慶一 - アシスタント・エンジニア
- 宮田信吾 - アシスタント・エンジニア
- 田中三一 - デジタル・エディティング
- 笠井“鉄平”満 - マスタリング・エンジニア